# 卡賓達戰爭
卡賓達戰爭是爭取卡賓達飛地解放陣線對安哥拉政府發動的戰爭，目標在於使卡賓達省從安哥拉獨立，建立卡賓達共和國。
卡賓達共和國對自治的要求可追溯到作為葡萄牙保護地，即葡屬剛果時期。這個保護地自1883年9月19日起就有獨立於葡屬西非的歷史和法律地位。但在1956年，葡萄牙政府在未與卡賓達商談的前提下，將卡賓達的統治權轉移給安哥拉，自此卡賓達內部便開始產生獨立運動，1963年，争取卡宾达飞地解放运动、卡宾达民族联盟行动委员会和马永贝民族联盟合并為爭取卡賓達飛地解放陣線。